# Amegilla sapiens
Amegilla sapiens är en biart som först beskrevs av Cockerell 1911.  Amegilla sapiens ingår i släktet Amegilla och familjen långtungebin. Inga underarter finns listade i Catalogue of Life.